# CGMボランティア
CGMボランティア（通称：CGM）は、CGM（キリスト教福音宣教会）傘下のボランティア団体。愛はこの世のどんなものよりも強いものだという精神でキリストの愛を実践するためのプログラムを推進している。

## 概要
2001年、CGM創設者である鄭明析によって設立される。世界約30カ国に存在するCGM会員が母体となり、医療奉仕、公益コンサート、清掃および都市環境整備、知的障害者支援、青少年育成、マラソン大会、原住民支援他30種類あまりのボランティアプログラムが各国各地域別に運営されている。

## 評価
2007年、泰安原油流出事件の時、4000人の会員がボランティア活動を行い、国土海洋部長官から感謝碑を授与された。その他にもCGMボランティアの様々な活動に対して、各自治体長たちから表彰を授与されている。